# Mesalina watsonana
Mesalina watsonana là một loài thằn lằn trong họ Lacertidae. Loài này được Stoliczka mô tả khoa học đầu tiên năm 1872.